# City by the Sea
City by the Sea ist ein US-amerikanisches Filmdrama von Michael Caton-Jones aus dem Jahr 2002. Das Drehbuch von Ken Hixon beruht auf dem Artikel Mark of a Murderer von Mike McAlary.

## Handlung
Vincent LaMarca ist ein verdienter Polizist der New Yorker Polizei, dessen Vater wegen der Entführung und Tötung eines Kindes verurteilt und hingerichtet wurde. LaMarca war zu der Zeit der Hinrichtung seines Vaters acht Jahre alt, was zu gesellschaftlichem Ausschluss und einem Trauma führte. Adoptiert wurde er von dem Polizisten, der seinen Vater verhaftet hatte. LaMarca ist geschieden und hat einen drogenabhängigen Sohn, Joey. Dieser lebt in Long Beach (New York) auf der Straße und hat keinen Kontakt zu seinem Vater. Vincent hat eine gefühlskalte sexuelle Beziehung zu seiner Nachbarin, der er wenig von seinem Leben und seinem Innenleben preisgibt.
Der Film beginnt, als der junge Joey versucht seine Elektrogitarre zu versetzen, um Stoff zu kaufen. Als er das Geld aufgetrieben hat, kauft er Heroin bei dem kleinen Straßendealer Snake. Der verspricht ihm, dass er bei seinem Kontaktmann, genannt Picasso, noch weiteren Stoff in dieser Qualität kaufen könnte. Im strömenden Regen kauft Snake bei Picasso den Stoff, versucht ihn aber übers Ohr zu hauen, indem er behauptet, erst am nächsten Tag bezahlen zu können. Picasso versucht ihn festzuhalten; bei der folgenden Schlägerei wird der Dealer Picasso erstochen. Gemeinsam werfen Joey und Snake die Leiche Picassos in den Hudson River. Noch in der Nacht besucht er seine Mutter Maggie, die sich abweisend verhält, weil sie ahnt, dass ihr Sohn in unangenehme Dinge verwickelt ist und sie um Geld angehen will.
Am nächsten Tag wird die Leiche von der Polizei in New York gefunden. Mit den Ermittlungen wird Vincent LaMarca betraut. Snake verpfeift Joey an die Polizei. Schon bald erfährt Vincent, dass sein Sohn verdächtigt wird, den Dealer ermordet zu haben. Inzwischen jagt Joey nicht nur die Polizei, sondern auch der Drogenboss Spyder. Er bedroht auch Joeys Freundin Gina, die sich daraufhin hilfesuchend an Vincent wendet und ihm dessen Enkel Angelo zur Aufbewahrung überlässt. Als inzwischen der Gangster Spyder Joeys übliches Versteck in einem leer stehenden Lagergebäude in Long Island durchsucht, erscheint auch die Polizei. Spyder findet in einem Versteck Joeys Waffe und erschießt einen der Polizisten; es handelt sich um Vincent LaMarcas Kollegen und besten Freund Reg Duffy. Joey wird nun verdächtigt, auch diese Tat begangen zu haben.
Die Suche nach seinem verdächtigen Sohn konfrontiert Vincent mit seiner eigenen Vergangenheit; erstmals beichtet er seiner Freundin die Geschichte seiner Familie, die zeitgleich auch von den Medien verbreitet wird: Als Vincent acht Jahre alt war, wurde sein Vater hingerichtet, weil dieser ein Baby entführt hatte, das dabei ums Leben kam. Vincent LaMarca wird aufgrund der Ereignisse im privaten Umgang offener als zuvor und nähert sich seinem Sohn Joey wieder an. Er nimmt Kontakt zu ihm auf und ihm wird deutlich, wie stark sein Verlassen die negative Entwicklung seines Sohnes beeinflusst hat. Joey, der den Gangster Spyder in Nothilfe erschießt, plant sich von Polizeikugeln töten zu lassen. Vincent fleht ihn an, ihm eine zweite Chance zu geben. Joey ergibt sich daraufhin der Polizei. Am Ende bleibt es unklar, welches Schicksal Joey genommen hat. Vincent kümmert sich um seinen Enkel Angelo und spricht davon, dass sein Vater eines Tages mit ihnen gemeinsam am Strand sein wird – eine Anspielung auf eine zeitlich begrenzte Haftstrafe Joeys.

## Hintergrund
Der Film wurde in New York City und in Asbury Park (New Jersey) gedreht. Die Produktionskosten betrugen schätzungsweise 40 Millionen US-Dollar. Der Film spielte in den Kinos der USA ca. 22,4 Millionen US-Dollar ein. Der Filmtitel bezieht sich auf den Beinamen von Long Beach (New York).

## Kritiken
Kenneth Turan schrieb in der Los Angeles Times: „City by the Sea ist das filmische Äquivalent zum defensiven Fahren: Es ist vorsichtig, gewissenhaft und macht keine großen Fehler. Doch was auf der Autobahn Leben rettet, muss nicht unbedingt überzeugen“. (City by the Sea is the cinematic equivalent of defensive driving: It's careful, conscientious and makes no major mistakes. But what saves lives on the freeway does not necessarily make for persuasive viewing.)
Peter Travers schrieb in der Zeitschrift Rolling Stone vom 3. Oktober 2002, der Film sei eine Verschwendung der Chancen sowie eine „Stadt der Ruinen“. De Niro „schlafwandele durch seine Rolle“.
Das Lexikon des internationalen Films schrieb, der Film erhalte „die Psychologie der Figuren“, aber habe eine „etwas ausschweifende Handlung“. Die „zurückhaltende“ Darstellung von Robert De Niro mache den Film glaubwürdig.

## Auszeichnungen
James Franco wurde im Jahr 2003 für den Chlotrudis Award nominiert.